# انجمن مهندسان خودرو
انجمن بین‌المللی مهندسان خودرو یا SAE International (به انگلیسی: Society of Automotive Engineers) که در گذشته Society of Automobile Engineers خوانده می‌شد یک سازمان بین‌المللی مستقر در آمریکاست که در زمینه ساخت استاندارد برای صنایع مختلفی از قبیل صنایع خودروسازی، هوافضا و خودروهای تجاری فعالیت دارد.
SAE International در سراسر دنیا بیش از ۱۳۸٬۰۰۰ عضو دارد. در این انجمن حق عضویت به جای شرکت‌ها، به افراد حقیقی داده می‌شود.
SAE در آمریکا بیشتر به دلیل رتبه‌بندی خودروها بر حسب اسب بخار شهرت پیدا کرده‌است.